# Léon de Herckenrode
Baron Jacques Salomon François Joseph Léon de Herckenrode (Hoei, 15 maart 1818 - Gent, 22 oktober 1880) was een Belgisch archivaris, genealoog en heraldicus. Hij geldt nog steeds als een autoriteit op gebied van het genealogisch onderzoek naar adellijke families in België.

## Familie
Léon de Herckenrode verkreeg op 11 juni 1846 de erfelijke titel van baron. De familie zu (de) Herckenrode was een oud adellijk geslacht, afstammend van de 11e-eeuwse Ritter Wolfroid afkomstig uit Brandenburg en vestigde zich in het midden van de 17e eeuw in de streek van Limburg en het Leuvense. Een telg uit de familie, baron Jean de Herckenrode, was burgemeester van Leuven en gehuwd met barones Jeanne Marie-Claire d'Udekem, een betovergroottante van koningin Mathilde.
Hij trouwde in 1841 in Sint-Truiden met zijn nicht, Thérèse de Herckenrode (1811-1848). Ze kregen drie dochters. Hij hertrouwde in 1850 in Brugge met Désirée de Craene (1822-1882). Ze kregen twee zoons en een dochter, met afstammelingen tot heden.

### Loopbaan
In 1846 werd hij corresponderend lid van de Academie voor Oudheidkunde.
In 1851 was hij kandidaat om stadsarchivaris van Brugge te worden, maar onverwacht werd Pierre Bossaert benoemd.